# Igreja de São Miguel e São Magno
Santi Michele e Magno ou Igreja de São Miguel e São Magno é uma igreja de Roma, Itália, dedicada a São Miguel Arcanjo e ao bispo São Magno de Anagni localizada no rione de Borgo. Conhecida como "Igreja dos Frísios" (em neerlandês:  Friezenkerk), é a igreja nacional dos Países Baixos em Roma desde 1989.

## História
Os frísios foram convertidos ao cristianismo no século VIII por São Vilibrordo, conhecido como "Apóstolo dos frísios" nos Países Baixos. Vindo da Nortúmbria, Vilibrordo cruzou o Mar do Norte com onze companheiros em sua missão evangelizadora. Desde então, peregrinos frísios visitam Roma regularmente e uma colônia frísia se estabeleceu na cidade. A "escola dos Frísios" foi mencionada na volta do papa Leão III à cidade em 799, nas congratulações de Carlos Magno em 800 e finalmente por Luís II da Itália em 844. No ano seguinte, os frísios defenderam, juntamente com habitantes de outras escolas, a Antiga Basílica de São Pedro de uma invasão sarracena, mas sua própria escola foi saqueada. Depois do evento, toda a região foi cercada por uma muralha, que ainda permanece de pé. Qualquer peregrino vindo do território frísio podia ficar na hospedaria frísia, a mais próxima da Basílica de São Pedro.
Nada restou da antiga igreja dos frísios. Tudo o que sabemos é que ela existia e que era dedicada a São Miguel Arcanjo, venerado por libertar Roma de uma peste. Depois, a igreja foi dedicada a um segundo santo, São Magno de Anagni, cujos restos foram depositados ali quinhentos anos depois de sua morte. Frísios mais entusiásticos tentaram levar as relíquias de volta para seu país, mas foram impedidos pelo papa Leão IV. Finalmente, o papa Eugênio IV encerrou em 1446 o direito perpétuo dos frísios à igreja de Santi Michele e Magno.
É uma das propriedade extraterritoriais da Santa Sé.

## Descrição
Em 1141, uma nova igreja, maior, foi construída em estilo românico, com colunas antigas e um belo campanário, que ainda existe. Porém, o resto da igreja foi bastante alterado ao longo dos séculos. O interior foi tão transformado nos séculos XVIII e XIX que pouco resta dos detalhes românicos originais.
A igreja está localizada na beira do declive do monte Gianicolo e foi somente por isso que, no século XVI, ela sobreviveu todos edifícios do sopé do monte foram demolidos para abrir espaço para a nova Basílica de São Pedro. A "Igreja dos Frísios" é o único edifício restante da época das antigas escolas nacionais construídas à volta do Túmulo de São Pedro.
Dentro da igreja estão preservados dois fragmentos de uma lápide de um cavaleiro frísio chamado "Hebus" que morreu em 1004 nonagenário. Está ali também o túmulo de Anton Raphael Mengs, projetado por Vincenzo Pacetti.

## Galeria

Imagens da igreja
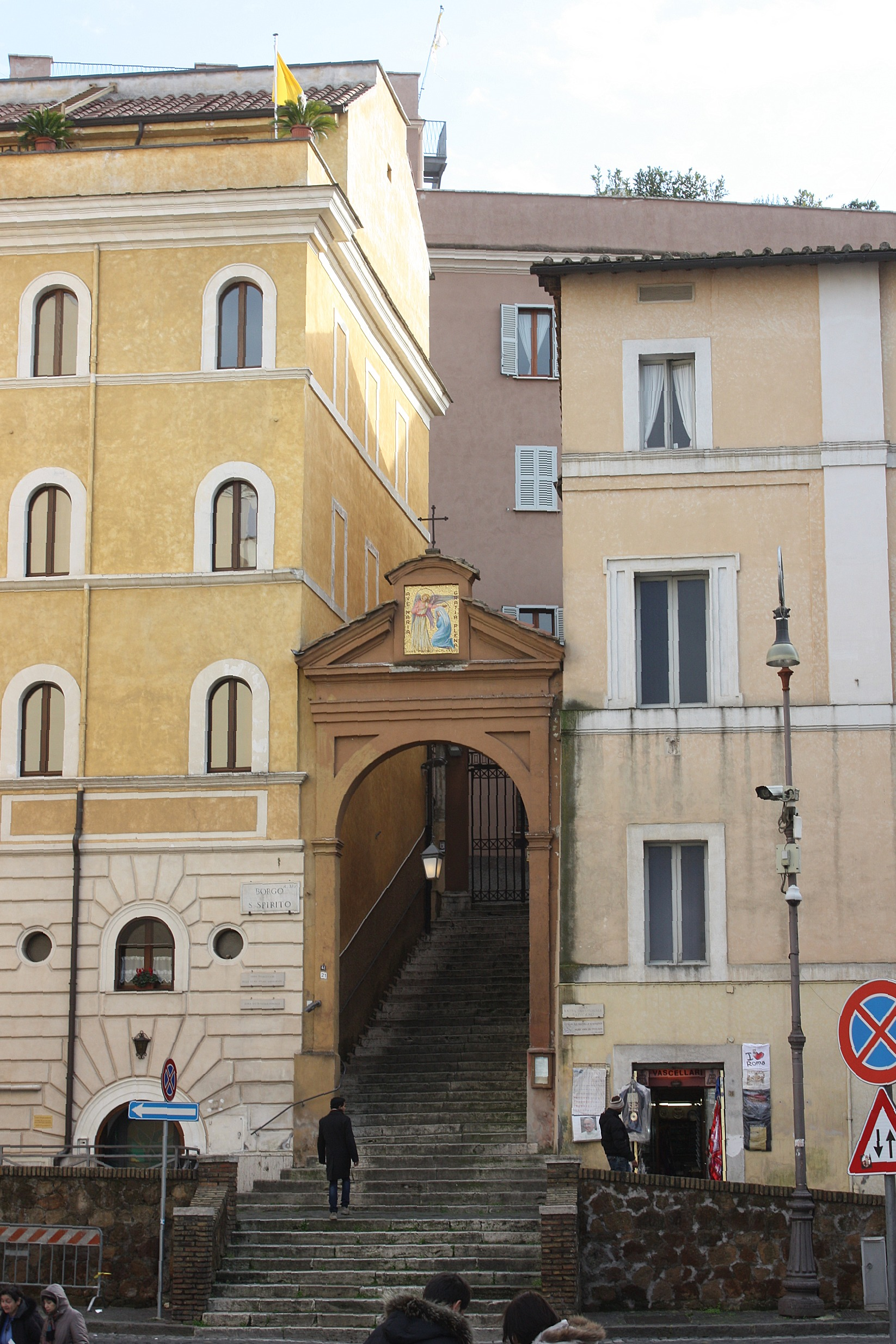
Entrada e escadaria
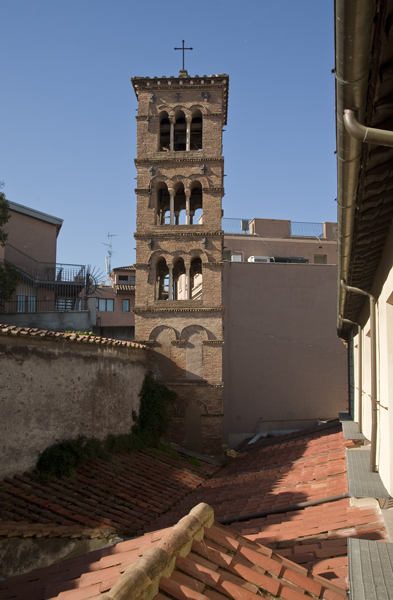
Campanário românico original do século XII
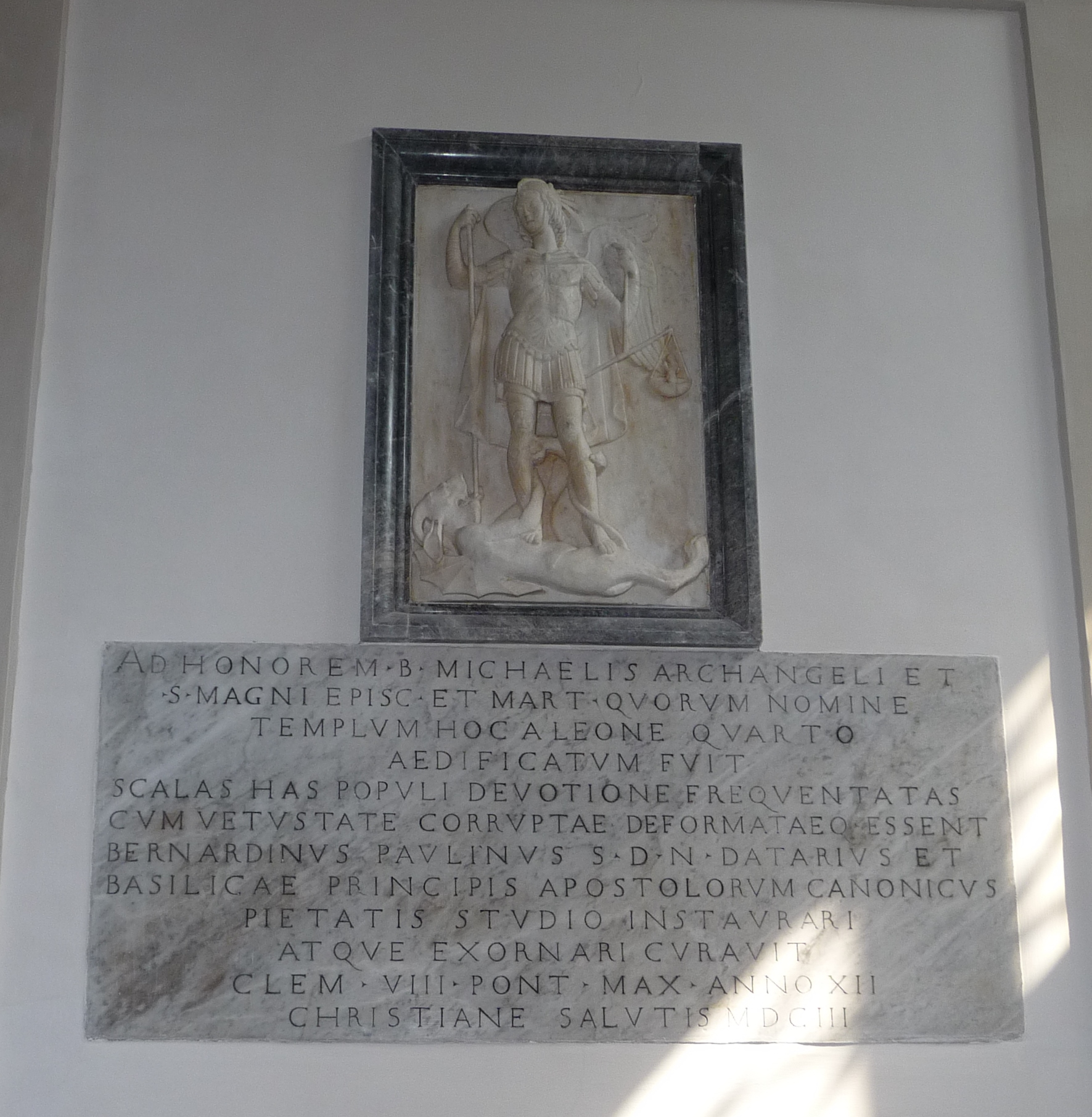
Dedicatória em latim no interior
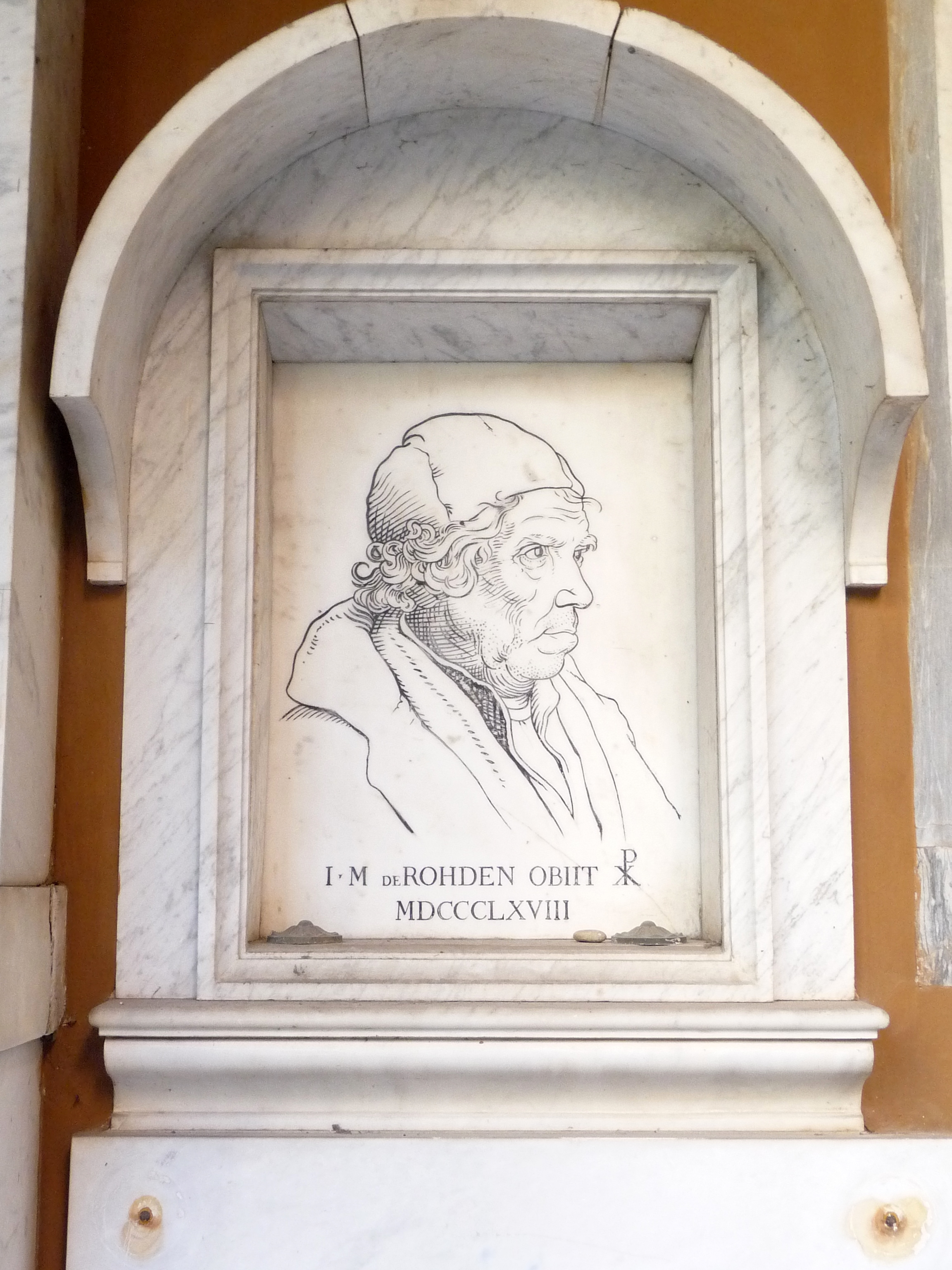
Túmulo